# أولاد عبد الكريم (بني كيل)
أولاد عبد الكريم هي إحدى مشيخات المملكة المغربية، تتبع جغرافيا لإقليم فكيك وإداريًا لبني كيل. يقدر عدد سكانها بـ 2603 نسمة حسب الإحصاء الرسمي للسكان والسكنى لسنة 2004.